# 이마즈정 (시가현)
이마쓰정(今津町)은 시가현 다카시마군에 설치되었던 정이다. 비와호 북서안에 위치해, 고세이 지역에 포함됐었다.
2005년에 합병으로 다카시마시가 성립해 정명은 다카시마시 이마즈정○○이 되었다.

## 역사
- 1889년 4월 1일 - 정촌제 시행과 함께 8개 촌 이마즈촌 구역으로 이마즈촌이 성립하였다.
- 1906년 12월 26일 - 이마즈촌이 정으로 승격해 이마즈정이 되었다.
- 1955년 1월 1일 - 가와카미촌, 미나니촌과 합병해 새로운 이마즈정이 성립하였다.
- 2005년 1월 1일 - 마키노정, 아도가와정, 구쓰키촌, 다카시마정, 신아사히정과 합병해 다카시마시가 성립하였다. 동일 이마즈정은 폐지되었다.

## 교통

### 철도
- 서일본 여객철도 고세이 선

### 도로
- 국도 161호선
- 국도 303호선
- 국도 367호선